# شاين ويليس
شاين ويليس هو لاعب هوكي الجليد كندي، ولد في 13 يونيو 1977 في إدمونتون في كندا.

## وصلات خارجية
- شاين ويليس على موقع دوري الهوكي الوطني (الإنجليزية)
- شاين ويليس على موقع EliteProspects.com (الإنجليزية)
- شاين ويليس على موقع Eurohockey.com (الإنجليزية)
- شاين ويليس على موقع HockeyDB.com (الإنجليزية)
- شاين ويليس على موقع Hockey-Reference.com (الإنجليزية)